# Badjava
Badjava (ou Badjawa) est une localité du Cameroun, située dans la commune de Moutourwa, le département du Mayo-Kani et la Région de l'Extrême-Nord, au pied des monts Mandara, à proximité de la frontière avec le Tchad.

## Population
En 1969, le village comptait 497 personnes, des Guiziga.
Lors du recensement de 2005, Badjava comptait 1 415 habitants dont 682 hommes et 732 femmes.